# Лавина (албум)
Лавина је четврти студијски албум српске певачице Николије, који је издат 15. марта 2024. године за издавачку кућу Made In BLKN. Лавина садржи једанаест песама, од којих су пет сарадње са Амном, Девитом, Инасом, ТХЦФ, Ивкетом и 8Нула8.

## Списак песама
| №   | Назив                        | Аутор(и)                                                        | Продуцент(и)                                 | Трајање |  |
| 1.  | Лавина                       | Венок Векац                                                     | Векац Јан Магдевски                          | 02:47   |  |
| 2.  | Емотивно                     | Вуксан Билановић Марко Морено                                   | Марко Морено Александар Саблић               | 02:21   |  |
| 3.  | Виски (са Инасом)            | Андријано Кадовић Инас Арнаутовић Теодора Павловска             | Предраг Ристић Јан Магдевски                 | 02:23   |  |
| 4.  | Ненормалан лик (са Девитом)  | Вуксан Билановић Марко Морено                                   | Марко Морено Александар Саблић Јан Магдевски | 02:15   |  |
| 5.  | Када се љубе бвши            | Ђорђе Ђорђевић Иван Обрадовић                                   | Ђорђе Ђорђевић Иван Обрадовић                | 02:52   |  |
| 6.  | Тесто (са Амном)             | Ђорђе Ђорђевић Иван Обрадовић Амна Алајбеговић                  | Ђорђе Ђорђевић Иван Обрадовић                | 02:59   |  |
| 7.  | Мило моје (са ТХЦФ)          | Ђорђе Ђорђевић Иван Обрадовић Борко Вујичић Стефан Глигоријевић | Ђорђе Ђорђевић Иван Обрадовић                | 02:18   |  |
| 8.  | Нмами                        | Теодора Павловска Огњен Јованов                                 | Предраг Ристић Јан Магдевски                 | 02:10   |  |
| 9.  | Џунгла (са Ивкетом и 8Нула8) | Ђорђе Ђорђевић Иван Обрадовић                                   | Ђорђе Ђорђевић Иван Обрадовић                | 02:59   |  |
| 10. |                              | Ђорђе Ђорђевић Иван Обрадовић                                   | Ђорђе Ђорђевић Иван Обрадовић                | 02:42   |  |
| 11. | Право на грешку              | Андријано Кадовић Стјепан Јелица                                | Јан Магдевски                                | 03:16   |  |